# Сампер, Рикардо
Рикардо Сампер Ибаньес (25 августа 1881 — 27 октября 1938) — испанский политический деятель  времён Второй Испанской республики.

## Политическая карьера
Был мэром Валенсии в период 1920 и 1923 годов. В 1931 году он был избран членом парламента с Алехандро Лерру в Радикальной республиканской партии. Сначала он занимал пост министра труда, затем министра промышленности.
28 апреля 1934 года он был назначен 127-м президентом правительства, перед уходом Лерру. Как один из главных помощников Лерру, Алькала Самора попросила его сменить Лерру. Он также был последователем Висенте Бласко Ибаньеса, писателя из более либеральной стороны партии. Сампер подал в отставку в октябре, потеряв поддержку CEDA во время «революционного восстания 1934 года».
4 октября была объявлена новая коалиция и объявлен «Социалистический революционный комитет». Он проработал в следующем правительстве один месяц, после чего ушел из политики.
Покинул Испанию в начале гражданской войны в Испании и отправился в изгнание. Он умер от туберкулеза в Женеве, Швейцария. В 1951 году его останки были перевезены обратно в Испанию.